# Raštević
Raštević – wieś w Chorwacji, w żupanii zadarskiej, w mieście Benkovac. W 2011 roku liczyła 468 mieszkańców.